# Theo Constante
Theo Constante Parra (Guayaquil, 10 de abril de 1934-Guayaquil, 27 de abril de 2014) fue un maestro, pintor, muralista y escultor ecuatoriano que formó parte del Movimiento informalista abstracto de su país. En el 2005, ganó el premio más prestigioso de su país para el arte, la literatura y la cultura, el Premio Nacional Eugenio Espejo, presentado por el Presidente de Ecuador en la categoría "Actividades Artísticas". Sus obras son de carácter abstracto y consisten en muchos colores que se funden juntos entre líneas geométricas vagamente dibujadas. Constante ha declarado que sus colores favoritos son el rojo, naranja y azul, y son los colores que suelen ser más dominantes en su obra.
Constante estudió en la Escuela de Bellas Artes de Guayaquil, donde además fue maestro, y en la Academia de San Fernando de Madrid. En 1963, representó a su país en la III Bienal de París del Museo de Arte Moderno de París junto con sus compatriotas pintores Enrique Tábara y Humberto Moré. El trabajo de Theo Constante se puede encontrar en galerías, museos y colecciones en las ciudades de Guayaquil, Quito, Lima, Cali, São Paulo, Miami, Nueva York, París y Madrid.

## Biografía

### Primeros años, estudios y docencia
Nació el 10 de abril de 1934, en Guayaquil, Ecuador, en una casa ubicada en la calle Sucre, entre las calles Machala y Quito. Fue el último de cinco hermanos y único varón, hijo del retratista, maestro de arte y profesor de dibujo técnico babahoyense del Colegio Vicente Rocafuerte, Teobaldo Constante García y de la guayaquileña Elena Parra. Estudió en la Sociedad Filantrópica, se destacó en el arte mientras estudió en el Colegio Vicente Rocafuerte, donde uno de sus primeros profesores fue su propio padre, luego de cursar el colegio estudió en la Escuela de Bellas Artes de Guayaquil, donde también fue maestro, y más tarde recibió una beca para estudiar en la Real Academia de Bellas Artes de San Fernando, en Madrid, España, con un diploma en artes plásticas. Esta experiencia en dicho país la tuvo muy presente a lo largo de su vida artística, siendo atraído por el flamenco y más aún por la tauromaquia, la cual tuvo oportunidad de realizar como aficionado y que formó parte de sus pinturas., además fue profesor de medios de expresión en la facultad de arquitectura y urbanismo de la universidad de Guayaquil.

### Pintura
Su fuerte en el arte era el estilo abstracto, aunque también realizó obras figurativas que iban desde el cubismo experimentando variados estilos, teniendo como modelo a seguir al maestro Manuel Viola. En la década del cincuenta fue maestro de la Escuela de Bellas Artes, donde impartió clases a varios de los artistas de la ciudad, con quienes más tarde hiciera exposiciones colectivas. También llegó a ser profesor de la Academia de San Fernando de Madrid.
Realizó los murales ubicados en los bajos del paso a desnivel de la avenida 25 de Julio y José Vicente Trujillo.

### Escultura
Como escultor, realizó los bustos de Pedro Carbo y Eloy Alfaro para la Universidad de Guayaquil; el monumento al Viejo Luchador en Jipijapa; estuvo encargado de crear el mural escultórico del Museo Antropológico de la Sucursal Mayor del Banco Central del Ecuador en Guayaquil y pintó el mural que da la bienvenida a los visitantes en el hall de Diario Expreso.

### Muerte
Falleció el 27 de abril de 2014, a la edad de 80 años. Al momento de su muerte padecía de una avanzada enfermedad de cáncer de hígado y alzhéimer. La causa de su muerte fue una neumonía.

### Matrimonios y descendencia
Constante estuvo casado en tres ocasiones, procreando un total de seis hijos; Lorena y Helen Constante Palacios; Theo Paul, Omar y Nathaly Constante Ronquillo; y David Enrique Constante Jaramillo. Su última esposa fue María Antonieta Jaramillo de Constante. Su hija Hellen es la única de sus hijos que siguió sus pasos en el arte. Sus hijas Hellen y Lorena publicaron en 2011 el libro Theo, retrato de un artista, el cual habla de sus diferentes etapas artísticas, y en su portada consta un retrato de él realizado por su hija Hellen.

## Exposiciones notables, premios y medallas
- 1955 - Municipio de Guayaquil
- 1960 - Salón de Julio, Guayaquil, Ecuador.
- 1961 - Salón de Julio, Guayaquil, Ecuador.
- 1962 - Salón de Julio, Guayaquil, Ecuador.
- 1962 - Salón de Octubre, Guayaquil, Ecuador.
- 1963 - Salón de Julio, Guayaquil, Ecuador.
- 1963 - Tercera Bienal de París, Museo de Arte Moderno, París, Francia.
- 1964 - Salón de Julio, Guayaquil, Ecuador.
- 1967 - Primer Premio de la Primera Bienal de Quito.
- 1969 - X Bienal de San Pablo, Museo de Arte Moderno, Buenos Aires, Argentina.
- 1969 - X Bienal de São Paulo, São Paulo, Brasil.
- 1979 - XV Bienal Internacional de São Paulo, São Paulo, Brasil.
- 2002 - Orden Nacional en el Grado de Oficial otorgado por la Presidencia de la República.
- 2002 - Galardones del Congreso y el Ministerio de Educación por su trayectoria artística.
- 2005 - Premio Eugenio Espejo, por las contribuciones artísticas a la cultura ecuatoriana, presentado por el presidente de Ecuador.
- Pincel de Oro, otorgado por la Asociación Cultural Las Peñas.